# تینا سیلیگ
تینا لین سیلیگ (متولد 1957) یک معلم آمریکایی، کارآفرین و نویسنده چندین کتاب در زمینه خلاقیت و نوآوری است. او عضو هیئت علمی دانشگاه استنفورد است.

## زندگی‌نامه
در سال ۱۹۸۵، سیلیگ دکترای خود را در رشته علوم اعصاب از دانشکده پزشکی دانشگاه استنفورد دریافت کرد.
سیلیگ پس از اتمام دکترای خود به عنوان مشاور مدیریت برای بوز آلن همیلتون و به عنوان یک تولیدکننده چند رسانه ای در کامپک کار کرد و یک شرکت چندرسانه ای به نام BookBrowser را تأسیس کرد.
در سال ۱۹۹۹، سیلیگ به دانشگاه استنفورد پیوست. او در حال حاضر استاد کار در بخش علوم مدیریت و مهندسی استنفورد، و همچنین مدیر دانشکده برنامه سرمایه‌گذاری فناوری استانفورد (STVP) است. او دوره‌هایی را در مؤسسه طراحی هاسو پلاتنر (d.school) تدریس می‌کند و سه برنامه کمک هزینه تحصیلی را در دانشکده مهندسی هدایت می‌کند که بر خلاقیت، نوآوری و کارآفرینی متمرکز هستند.
در سال ۱۹۹۹، سیلیگ به دانشگاه استنفورد پیوست. او در حال حاضر استاد کار در بخش علوم مدیریت و مهندسی استنفورد، و همچنین مدیر دانشکده برنامه سرمایه‌گذاری فناوری استانفورد (STVP) است. او دوره‌هایی را در مؤسسه طراحی هاسو پلاتنر (d.school) تدریس می‌کند و سه برنامه کمک هزینه تحصیلی را در دانشکده مهندسی هدایت می‌کند که بر خلاقیت، نوآوری و کارآفرینی متمرکز هستند.
- ای کاش وقتی ۲۰ ساله بودم می‌دانستم (۲۰۰۹)، که به گفته انتشارات ویکلی «مجموعه ای متفکرانه و مختصر از مشاهدات برای کسانی که در حال گذار ناپایدار به بزرگسالی هستند» ارائه می‌کند.[۶]
- inGenius (2012)، که کارآفرین آن را «کتابی برای افراد سرشناس که به دنبال تکان دادن رکود شرکتی هستند» نامید.[۷] و
- Insight Out (2016)، که کارآفرین برای «کسب و کارهایی که به دنبال راهی برای رهاسازی تمام خلاقیتی که احساس می‌کنند در سرمایه انسانی آنها محبوس شده‌است» توصیه کرد.[۸]

## افتخارات و جوایز
سیلیگ دریافت کننده جایزه ملی نوآوری Olympus (2008)، جایزه گوردون از آکادمی ملی مهندسی (۲۰۰۹) و جایزه Visionary Silicon Valley (2014) است.